# 布班斯河
46°30′02″N 03°58′59″E / 46.50056°N 3.98306°E
布班斯河（法語：Bourbince，法語發音：[buʁbɛ̃s]）是法國的河流，位於該國中東部，屬於阿魯河的左支流，河道全長82公里，流域面積845平方公里，平均流量每秒7.88立方米，發源自蒙瑟尼，河口處在迪关。

## 外部連結
- http://www.geoportail.fr （页面存档备份，存于）
- The Bourbince at the Sandre database